# Feledi Tivadar
Feledi Tivadar, születési neve Flesch (Pest-Buda, 1852. október 8. – Budapest, 1896. február 6.)  magyar festő.

## Életpályája
Tanulmányait szülővárosában kezdte, majd Párizsban tanult hat éven át. Mestere Léon Bonnat volt, de tanácsukkal Munkácsy Mihály és Zichy Mihály is támogatták. Többször vett részt a párizsi Salonban, ahol a magyar népéletből merített képeivel nem kis figyelmet keltett. Később Bécsbe költözött, végül Budapesten telepedett le. 

## Művei
Főleg állatokat, lovas alakokat  és vadászatokat ábrázolt. 